# Hypogastrura japonica
Hypogastrura japonica är en urinsektsart som beskrevs av Scott 1961. Hypogastrura japonica ingår i släktet Hypogastrura och familjen Hypogastruridae. Inga underarter finns listade i Catalogue of Life.